# Ottenstein
Ottenstein je hrad na pahorku nad vodní nádrží Stausee Ottenstein v okrese Zwettl ve Waldviertelu v rakouské spolkové zemi Dolní Rakousy.

## Historie
První písemná zmínka o hradu pochází z roku 1177 a nachází se v predikátu Huga de Ottenstaine (Ottensteiner). Hrad mohl být však starší. Ottensteinerové byli příbuznými s pány ze zříceniny hradu Rauheneck u Badenu. Hrad byl až do první poloviny 15. století byl v jejich vlastnictví.
Jako majitel následoval Tobias von Rohr, který byl ale v roce 1448 po obléhání hradu zajatý. Později byli páni z Rohr ve službách Matyáše Korvína. Roku 1516 přešel hrad do vlastnictví Paula Stodoligka. Za jeho syna Eustacha došlo k přestavbě hradu a bylo vystavěno předhradí. V roce 1536 (podle jiných pramenů v roce 1521 - Melichar z Lamberka) koupila hrad šlechtická rodina Lamberků, kteří hrad vlastnili přes 400 let. Lamberkové byli roku 1544 povýšeni na barony a získali predikát baroni z Orteneggu a Ottensteinu. Roku 1667 získali hraběcí titul.
Během Třicetileté války byl hrad v letech 1622 a 1640 neúspěšně obléhán.
Od roku 1679 probíhala barokní přestavba, která je ještě dnes patrná. Kapli svatého Floriana vyzdobil štuky Lorando Aliprandi. V tzv. papežském pokoji visí portréty 241 papežů.
Uměleckou sbírku, kterou založili Lamberkové, daroval Franz Adam z Lamberka v roce 1822 založené galerii Akademie výtvarného umění ve Vídni.
Jako mnoho jiných hradů, dostal i hrad Ottenstein kolem roku 1867 až 1878 kuželové a stanové střechy a červeno-bíle-červené okenice.
Nejstarší částí hradu je hradní kaple s freskou z druhé poloviny 12. století. První freska byla odkryta v roce 1975.
Kolem roku 1940 sloužila oblast v okolí hradu pro nově zřízené Vojenské cvičiště Döllersheim. Hrad koupila Německá říše. Německý majetek po druhé světové válce převzal Sovětský svaz pod správu USIA a využila jako důstojnickou ubytovnu.
V předhradí byla zřízena zámecká restaurace k turistickému využití. V roce 2001 zámek hostil, spolu s nedalekým zámkem Waldreichs, dolnorakouskou zemskou výstavu Sein und Sinn, Burg und Mensch (bytí a smysl, hrad a člověk).

## Odkazy

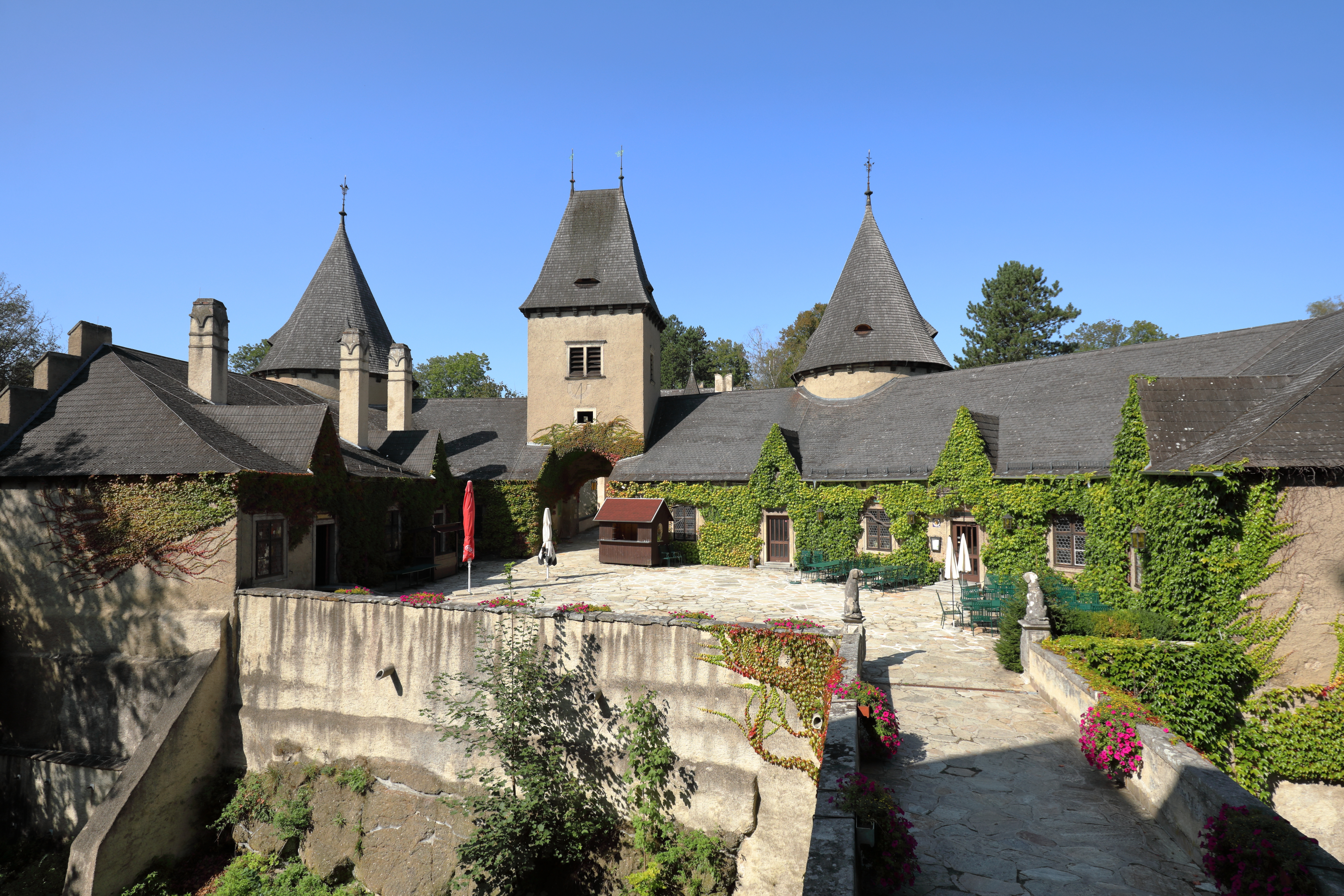
Vnější bailey